# Сеини (Марамуреш)
Сеини (рум. Seini) насеље је у Румунији у округу Марамуреш у општини Сеини. Oпштина се налази на надморској висини од 140 m.

## Становништво
Према подацима из 2002. године у насељу је живело 8492 становника.

### Попис2002.
| Расподела становништва по националности 2002.‍ | Расподела становништва по националности 2002.‍ | Расподела становништва по националности 2002.‍ | Расподела становништва по националности 2002.‍ | Расподела становништва по националности 2002.‍ |
| --------------------------------------------- | --------------------------------------------- | --------------------------------------------- | --------------------------------------------- | --------------------------------------------- |
|                                               |                                               |                                               |                                               |                                               |
| Румуни                                        | Румуни                                        |                                               | 6.658                                         | 78,4%                                         |
| Мађари                                        | Мађари                                        |                                               | 1.593                                         | 18,8%                                         |
| Роми                                          | Роми                                          |                                               | 141                                           | 1,7%                                          |
| Украјинци                                     | Украјинци                                     |                                               | 33                                            | 0,4%                                          |
| Немци                                         | Немци                                         |                                               | 65                                            | 0,8%                                          |